# Adenia poggei
Adenia poggei är en passionsblomsväxtart som först beskrevs av Adolf Engler, och fick sitt nu gällande namn av Adolf Engler. Adenia poggei ingår i släktet Adenia och familjen passionsblomsväxter. Inga underarter finns listade i Catalogue of Life.